# Seniorat rymawski
Seniorat rymawski (słow. Rimavský seniorát) – jeden z senioratów Dystryktu Zachodniego  Ewangelickiego Kościoła Augsburskiego Wyznania na Słowacji z siedzibą w Rymawskiej Sobocie. Na seniorat składa się 20 zborów z 6.724 członkami.
W jego skład wchodzą zbory: Budikovany, Drienčany, Gemer, Gemerská Panica, Hnúšťa − Brádno, Hodejov, Hrachovo, Hrušovo, Klenovec, Kokava nad Rimavicou, Kraskovo, Ožďany, Padarovce, Rimavská Baňa, Rimavská Píla, Rymawska Sobota, Rymawska Sobota-Vyšná Pokoradz, Rimavské Brezovo, Tisovec, Tornaľa.